# 法國航空
法國航空（Air France，曾在法律上使用的名稱），中文简称法航，是法國的國家航空公司，亦是法荷航集團旗下子公司及天合聯盟創始成員，總部位於巴黎戴高樂機場。法國航空也在2025年Skytrax「全球最佳航空公司」中排名第8，為目前排名最高的西方國家和歐洲航空公司。

## 歷史

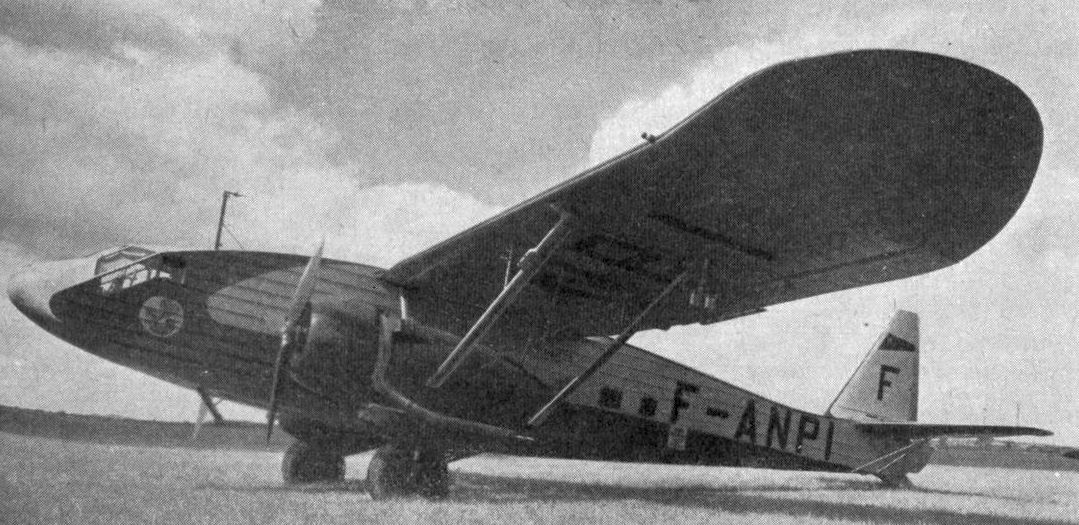
法航的Potez 62（英语：Potez 62）
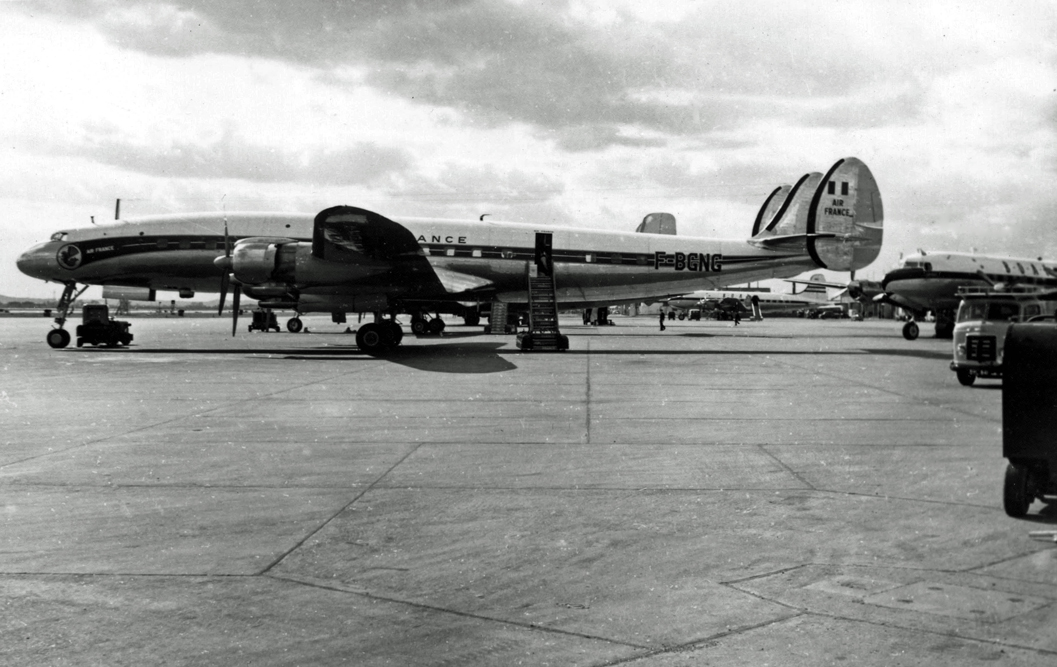
法航的洛歇星座
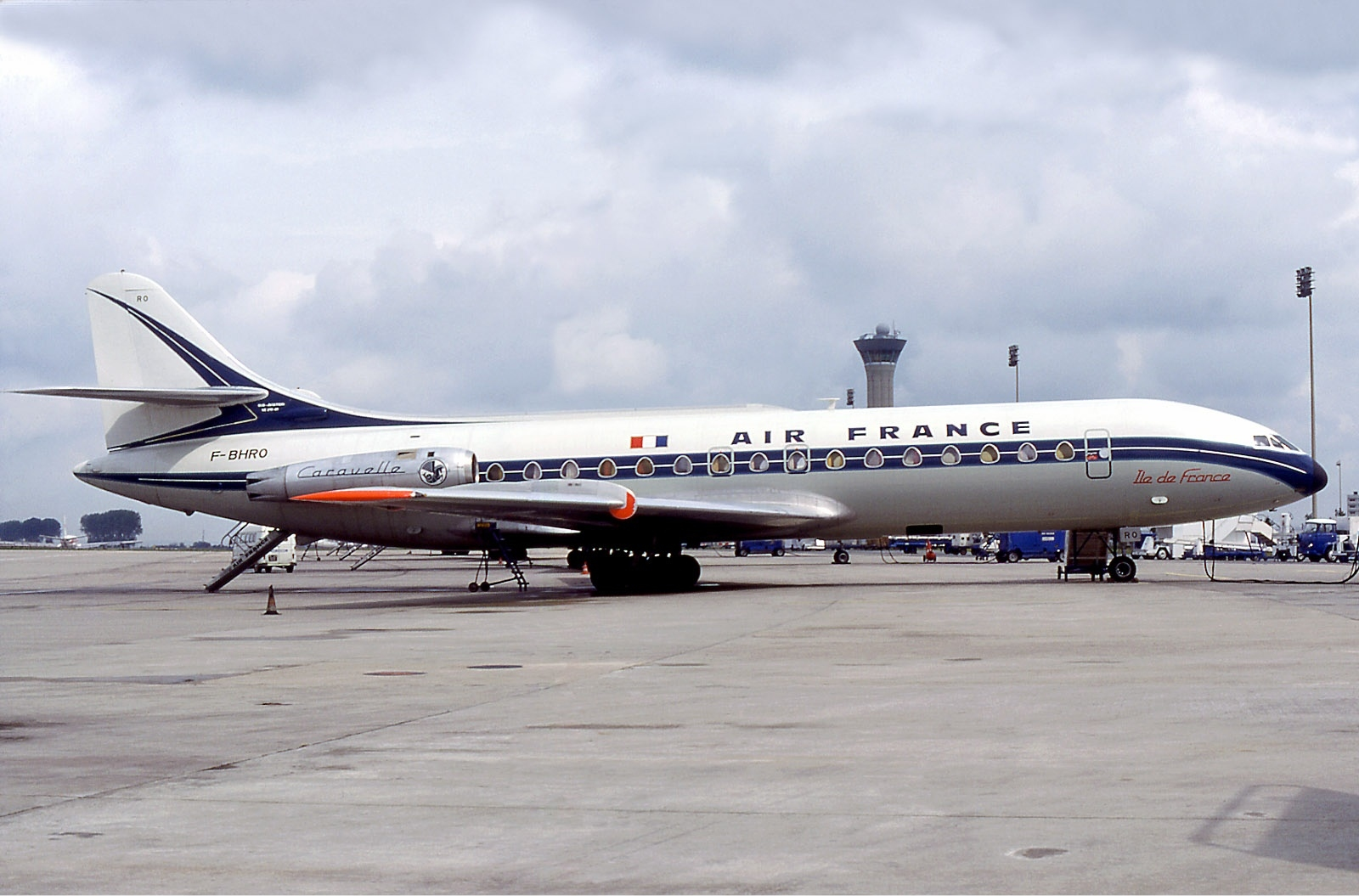
法航的卡拉維爾客機
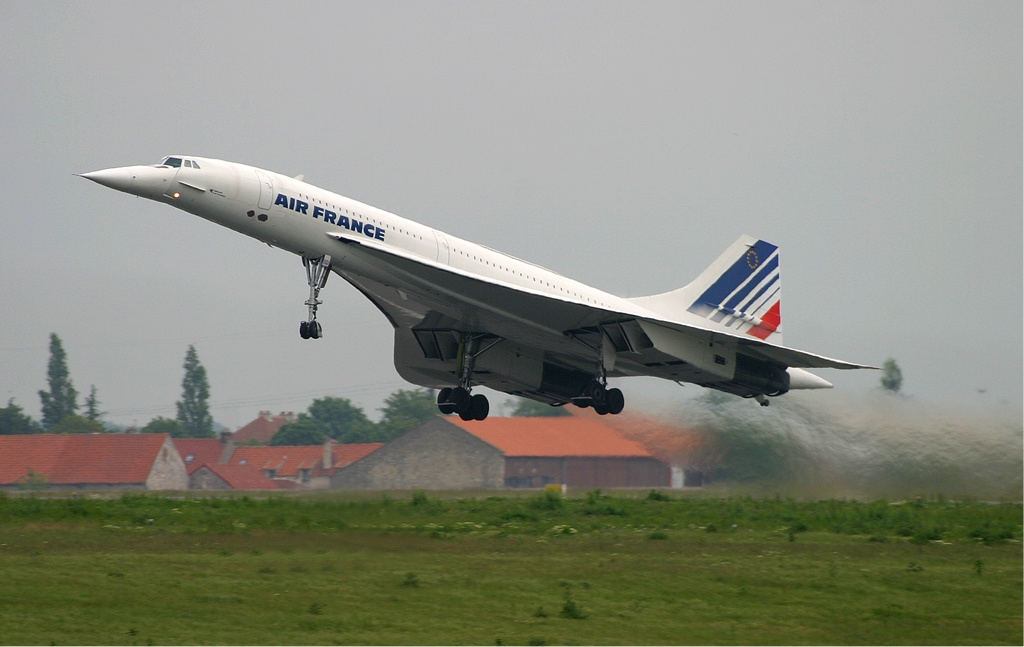
法航的協和客機
法國航空1988年的舊標誌
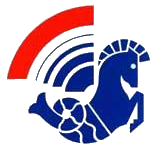
法國航空1933年的舊商標

1933年10月7日，法國航空在法國成立。1948年，法國航空成為法國國營航空公司。1970年，使用波音747型飛機服務長程航線。
1988年，法航成為空中巴士A320的啟動用戶，兩年後併購因特航空和法國聯合航空。1999年2月22日，法國航空股票正式上市。2000年6月22日，法國航空與達美航空、墨西哥國際航空及大韓航空，共同成立『天合聯盟』，之後捷克航空以及義大利航空陸續加入。
法國航空是全球除英國航空外，第二間擁有協和客機的航空公司。2004年，法荷航集團在法國的法律之下成立，而總部則設於巴黎戴高樂國際機場。法國航空－荷蘭皇家航空集團是歐洲最大的航空公司，以及世界上最大的航空公司之一。法荷航集團是天合聯盟的成員，而法航亦是聯盟的創始成員之一。

## 亞洲法國航空

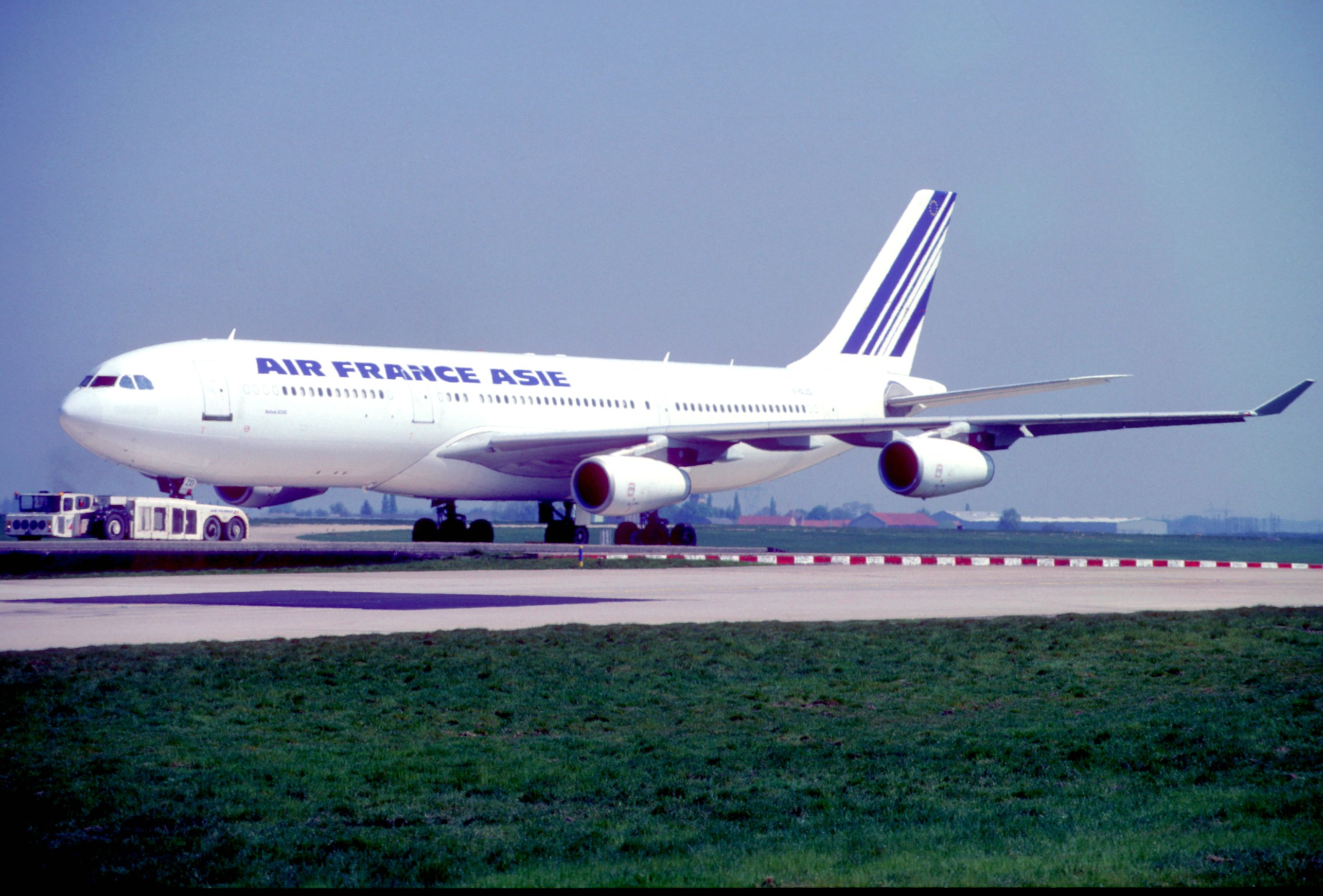
亞洲法國航空的空中巴士A340-200型客機

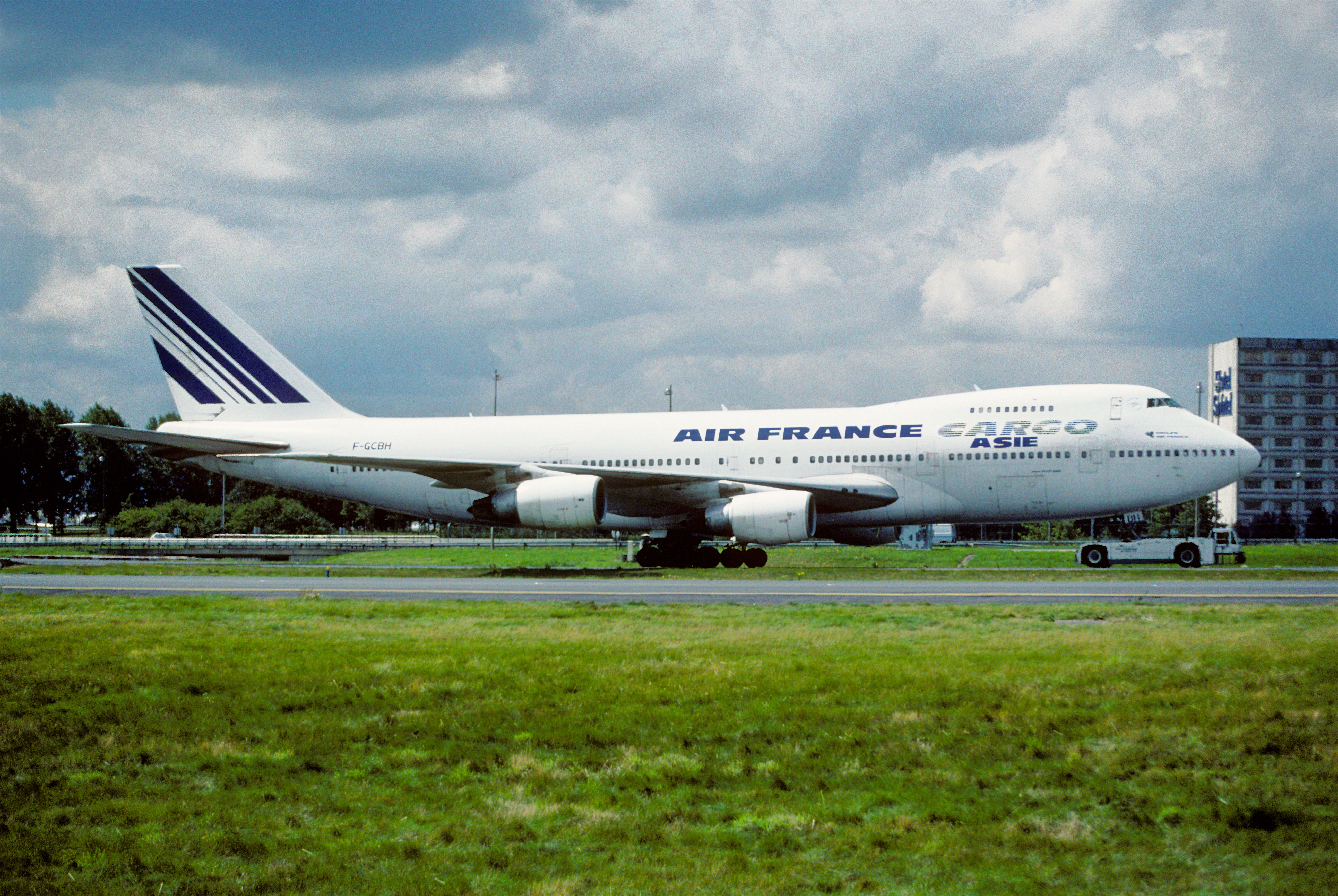
法亞貨運航空的波音747-200F型貨機

亞洲法國航空（Air France Asie），中文簡稱亞法航。
由於臺海問題的爭議，法航不能以自己的名義經營飛往台灣。1993年，使用其子公司Air Charter開始營業巴黎和台北之間經香港的航班，但在1998年Air Charter停止營運後，成立了亞洲法國航空。該航空公司是眾多以「亞洲」名義飛行台灣的航空公司之一。
亞洲法國航空比法國航空的藍色、白色和紅色三色塗裝中少了紅色。亞洲法國航空使用兩架空中巴士A340-200以及兩架波音747-428Ms。另外法亞貨運航空則是使用了747-200 Combi。亞洲法國航空在2004年停止運作，而法亞貨運航空則是在2007年暫停運作。
法國航空於2018年4月16日重啟台灣航線，不再使用亞洲法國航空模式。2020年5月7日，法國航空宣佈因嚴重特殊傳染性肺炎影響，自2020年6月1日起停飛此航線。

## 航點

### 代碼共享
截至2018年，法航已与以下航空公司实行代码共享：
- 布基納航空 (2J)
- 安的列斯航空（英语：Air Antilles）(3S)
- 霍浦航空 (A5)
- 格魯吉亞航空 (A9)
- 墨西哥國際航空 (AM)
- 阿根廷航空 (AR)
- 芬蘭航空 (AY)
- 意大利航空 (AZ)
- 白俄羅斯航空 (B2)
- 弗萊比航空 (BE)
- 波羅的海航空 (BT)
- 中國南方航空 (CZ)
- 達美航空 (DL)
- TAAG安哥拉航空 (DT)
- 阿提哈德航空 (EY)
- 保加利亞航空 (FB)
- 高爾航空 (G3)
- 嘉魯達印尼航空 (GA)
- 塞舌爾航空 (HM)
- 阿塞拜疆航空 (J2)
- 巴西南美航空 (JJ)
- 日本航空 (JL)
- 塞爾維亞航空 (JU)
- 大韓航空 (KE)
- AtlasGlobal (KK)
- 荷蘭皇家航空 (KL)
- 馬爾他航空 (KM)
- 肯亞航空 (KQ)
- 盧森堡航空 (LG)
- 瑞士國際航空 (LX)
- MNG 航空 (MB)
- 中東航空 (ME)
- 毛里裘斯航空 (MK)
- 康姆航空 (MN)
- 中國東方航空 (MU)
- 捷克航空 (OK)
- 奧地利航空 (OS)
- 克羅地亞航空 (OU)
- 曼谷航空 (PG)
- 烏克蘭國際航空 (PS)
- 澳洲航空 (QF)
- 羅馬尼亞航空 (RO)
- 喀里多尼亞航空 (SB)
- 新加坡航空 (SQ)
- 俄羅斯航空 (SU)
- 沙地阿拉伯航空 (SV)
- 大溪地航空 (TN)
- 南方航空 (留尼旺) (UU)
- 歐羅巴航空 (UX)
- 越南航空 (VN)
- Widerøe (WF)
- 向風群島航空 (WM)
- 西捷航空 (WS)
- 城捷航空 (WX)
- 科西嘉航空 (XK)
- 黑山航空 (YM)

## 意外事件
- 1949年10月27日，法国航空009号班机（洛克希德L-749A-79-46型，编号F-BAZN）由巴黎飛往紐約，原預計中停於葡萄牙亞速爾群島聖瑪麗亞機場，但在降落前撞毀於瓦拉皮庫特峰（Pico da Vara），導致48人死亡（乘客37名，機組員11名）。
- 1962年6月3日，法国航空007号班机（波音707-328，编号F-BHSM）由巴黎经纽约飞往亚特兰大，在巴黎奥利机场起飞时坠毁，导致130人死亡，2人受伤。
- 1962年6月22日，法国航空117号班机（波音707-328，编号F-BHST）在瓜德罗普撞山坠毁，导致机上113人全部死亡。
- 1968年3月5日，法国航空212号班机（波音707-328C，编号F-BLCJ）由加拉加斯飞往皮特尔角城，在瓜德罗普一座火山坠毁，导致机上63人全部遇难。
- 1968年9月11日，法国航空1611号班机（卡拉维尔型，编号F-BOHB）由阿雅克肖飞往尼斯，在尼斯附近起火坠海，机上95人全部遇难。
- 1969年12月4日，法国航空212号班机（波音707-328B，编号F-BHSZ）从加拉加斯起飞后坠海，导致机上62人全部遇难。
- 1975年6月12日，法国航空193号班机（波音747-128，编号N28888）由孟买经特拉维夫飞往巴黎，在孟买圣克鲁斯机场起飞时，起落架发生故障，随即在跑道上摩擦起火，最终飞机被烧毁，376名乘客和18名机组人员无一死亡。[4]
- 1976年6月27日，法国航空139号班机（空中客车A300B4-203，编号F-BVGG）在由特拉维夫经雅典飞往巴黎的途中被先后劫持至利比亚班加西和乌干达恩德培，机上156名非犹太人被释放，犹太人则被关押。以色列突击队员随即于7月4日突袭恩德培，击毙7名劫机者。106名人质中，102人获救，3人死亡，1名在医院中被伊迪·阿明的部下杀害，以方指挥官约纳坦·内塔尼亚胡殉职。
- 1985年12月2日，法国航空91号班机（波音747-228B，编号F-GCBC）在里约热内卢机场降落时偏出跑道，穿过护场沟后坠地，机上273人无一死伤，飞机报废。[5]
- 1988年6月26日，法国航空296号班机（空中巴士A320-111，编号F-GFKC）在航空展上由于人为错误坠毁于米卢斯-阿布塞姆机场附近的树林中，機上3名乘客死亡。為空中巴士A320首起死亡事故。
- 1993年9月12日，法国航空72号班机（波音747-428，编号F-GITA）由巴黎经洛杉矶飞往大溪地帕皮提，在法阿國際機場降落时未打开扰流板，因推力不对称冲出跑道坠海，机上272人无一死亡，飞机修复后继续服役，直至2010年被拆解。[6]
- 1994年12月24日，法国航空8969号班机（空中客车A300B2-1C，编号F-GBEC）在阿尔及利亚首都阿尔及尔被伊斯兰武装组织的4名成员劫持。事件之中，有3名乘客在阿爾及爾被杀害，其余乘客和机组人员在马赛国际机场被法国国家宪兵特勤队成功解救，劫机者全部被击毙。
- 1998年4月20日，法国航空422号班机（波音727-230，编号HC-BSU）從哥倫比亞波哥大艾多拉杜國際機場起飛時，因大霧及低能見度，導致起飛不久撞向機場以東的山區內，導致全機43名乘客及10名機員罹難。
- 2000年7月25日，法國航空4590號班機（协和客机，编号F-BTSC），從法國巴黎戴高樂機場起飛後不久便墜毀在機場附近，机上100名乘客及9名机组人员全部遇难，并造成地面一間旅馆內4人死亡。這次空難是協和飛機唯一一次的空難。同时本次空難也是法國航空加入天合聯盟後的首起空難，亦為自天合聯盟創立以來的首起空難。
- 2003年6月22日，法国航空5672号班机（庞巴迪CRJ-100ER，编号F-GRJS）在布雷斯特降落时坠毁，导致1人遇难，9人受伤。
- 2005年8月2日，法國航空358號班機（A340-313E，编号F-GLZQ）在恶劣天气下降落加拿大多倫多皮尔遜国际机场時无法刹停，滑出跑道並墜入機場旁的401高速公路旁的一條溝渠中。机上人员在飞机爆炸着火前及时疏散，無人死亡，此事故為商業營運以來空中巴士A340首起墜機事故。27年前，加拿大航空189号班机亦墜入同一條溝渠，造成機上2人死亡。
- 2009年6月1日，法國航空447號班機（ 空中巴士A330-203客機，註冊編號：F-GZCP） 在巴西聖佩德羅和聖保羅島嶼附近墜毀，機上人員216名乘客及12名機組人員共 228 人全數罹難。 空難最後調查報告於2012年7月5日的新聞發佈會上公佈，指出皮托管（pitot tube）結冰使飛機未能偵測空速，自動駕駛自動關閉，機員錯誤操作導致失速，最後釀成空難 。此空難為法國航空成立以來最嚴重的空難，亦是A330最嚴重及首次商業飛行空難，更是天合聯盟自成立以來死亡人數最多的空難。
- 2019年10月25日，法国航空從北京飞往巴黎的AF125航班起飞后因为火警警报返航首都机场[7]。
- 2021年9月18日，法国航空393号航班（波音777执飞）于3:47从首都机场起飞1分钟后，客舱出现爆炸声和焦糊味，随后一些隔音棉在客舱飘舞。在盘旋了14分钟后，飞机于4:04返航首都机场。[8][9]
- 2023年5月28日，法國航空291號航班（空中巴士A350，編號F-HTYO)上午11時15分從關西機場起飛，原訂前往法國巴黎戴高樂機場，但疑因儀表顯示異常決定折返及宣布緊急狀態，航機請求關西機場出動消防車等待命。最後於下午2時25分降落關西機場。航機降落後機鼻處明顯凹陷，疑遭鳥擊。[10][11]

## 獎項

### Skytrax评估
- 2007年：四星級航空公司

法国航空公司被Skytrax 评为2007年度四星级航空公司。
企业品牌在世界品牌实验室（World Brand Lab）编制的2006年度《世界品牌500强》排行榜中名列第267。
- 2011年：“最佳可持续发展报告”奖项。
- 2011年：荣获中国旅游金榜"最佳欧洲航空公司奖"。
- 2011年：获《新旅行》杂志评选"最佳创新商务舱"。
- 2011年：天合联盟获《旅游休闲》杂志、《旅游休闲Golf》杂志及旅游休闲网共同评选为"2011年大中华地区最佳航空公司联盟"。
- 2011年：墨西哥旅游局W. Distintivo标签"最佳客户服务航空公司"奖项。
- 2011年：被道琼斯选为「企业社会责任领域的航空运输业领导者」，并得到世界及欧洲道琼斯永续发展指数（DJSI）双重认可。
- 2012年：《商旅》杂志所举办的「空中窖藏」大赛，颁给法航「头等舱最佳香槟奖」头等奖，以及「最佳葡萄酒窖」三等奖。法航的葡萄酒由法航侍酒顾问也是世界最佳侍酒师Olivier Poussier 精心挑选。
- 2012年：四星級航空公司
- 2021年：skytrax最佳航空公司第10名、全球最佳進步航空公司第9名

## 外部連結
- 官方網站 （页面存档备份，存于）（法文）（英文）